# David Reid (boxe anglaise)
Pour les articles homonymes, voir David Reid et Reid.
David Reid est un boxeur américain né le 17 septembre 1973 à Philadelphie, Pennsylvanie.

## Carrière
Vainqueur des Golden Gloves en 1993 en poids welters puis médaillé d'or dans la catégorie super-welters aux Jeux panaméricains de Mar del Plata en 1995 et champion olympique aux Jeux d'Atlanta en 1996 après sa victoire en finale contre le cubain Alfredo Duvergel, Reid passe professionnel l'année suivante et remporte le titre mondial WBA le 6 mars 1999 aux dépens de Laurent Boudouani.

## Parcours auxJeux olympiques
Jeux olympiques d'été de 1996 à Atlanta (poids super-welters) :
- Bat Wan-Kyun Lee (Corée du Sud) 20-4
- Bat Pavol Polakovic (République Tchèque) 12-5
- Bat Mohamed Salah Marmouri (Tunisie) 13-8
- Bat Karim Tulaganov (Ouzbékistan) 12-4
- Bat Alfredo Duvergel (Cuba) par KO au 3e round